# Il pap'occhio
Il pap'occhio è un film del 1980 diretto da Renzo Arbore al suo esordio alla regia.
Il film vinse il "Biglietto d'oro", premio degli esercenti cinematografici.

## Trama
Il musicista Renzo Arbore ha una visione di padre Gabriele, venuto a portare un'Annunciazione dal Vaticano: infatti, papa Giovanni Paolo II, dinamico e patito della modernità, guardando la televisione resta favorevolmente colpito da una campagna di promozione della birra di cui allora Arbore era testimonial e si convince a ingaggiarlo come il conduttore della nascente televisione di Stato vaticana.
Arbore e la compagnia de L'altra domenica si recano in Vaticano per mettersi all'opera ma un bigotto e tradizionalista prelato, rivisitazione del cardinale Richelieu, trama per sabotare l'iniziativa del pontefice, dapprima avvertendo i parroci d'Italia di inviare per i provini gli artisti più scadenti e poi corrompendo con trenta gettoni del telefono un incompreso Roberto Benigni. Nonostante tutto le trasmissioni hanno inizio, alla presenza del papa e dell'allora presidente della Repubblica Sandro Pertini. Lo spettacolo inaugurale Gaudium Magnum è però realizzato nello stile demenziale di Arbore: la sigla è un canto religioso sulle note dell'inno del Partito Socialista Italiano, che suscita lo scandalo degli astanti.
A risolvere la situazione sopraggiunge il deus ex machina, ossia il Padreterno in persona a bordo di una fiammante vettura Fiat Panda targata PAR 0001, il quale irrompe negli studi sfondandone le pareti con una palla da demolizione – dichiarata citazione da Prova d'orchestra (1979) di Federico Fellini – mentre tutta la compagnia di Arbore viene inghiottita dalla terra e l'infido cardinale polverizzato all'istante. Infine dal Paradiso i protagonisti cantano tutti insieme When the Saints Go Marchin' In, che fa da sottofondo anche ai titoli di coda.

## Produzione
Tra gli interpreti del film ci sono anche tutti coloro che hanno partecipato alla trasmissione televisiva di successo L'altra domenica, ideata e condotta da Arbore, in onda sulla Rete 2 (attuale Rai 2) tra il 1976 e il 1979.

## Distribuzione
Il film è stato distribuito nelle sale italiane per tre volte: il 19 settembre 1980, nel 1985, e il 16 ottobre 1998. È uscito anche all'estero (ad esempio nell'allora Germania Ovest, il 10 dicembre 1987). Il 21 aprile 2010 è uscito il DVD del film in versione restaurata, distribuita da 01 Distribution.
Esistono due versioni del film: l'originale del 1980 e quella rimontata nel 1995 editata per l'home video. La versione rimontata del film contiene una scena in più, ovvero il monologo sulla creazione di Benigni, ma vennero invece tagliate tutte le scene in cui compariva Manfred Freyberger tranne la prima, accorciando la durata a 98 minuti, contro i 110 della versione originale.

## Accoglienza

### Incassi
Il film incassò 5 miliardi di lire posizionandosi al 5º posto nella classifica annuale degli incassi.

### Controversie e censure
Il film fu distribuito nel settembre del 1980 e venne attaccato dalla stampa cattolica. Tre settimane dopo fu sequestrato «per vilipendio alla religione cattolica e alla persona di S.S. il papa» su ordine del procuratore de L'Aquila Donato Massimo Bartolomei. Il sequestro, comunque, decadde a causa di un'amnistia. Nel 1982 la Corte d'appello di Roma archiviò la denuncia per vilipendio.
Come detto, il film è stato ridistribuito a metà ottobre del 1998 (sebbene avesse continuato a circolare in edizione home video), restaurato ma privo ancora di alcune scene come i monologhi di Benigni sul cristianesimo. In quell'occasione il giudizio della commissione vescovile incaricata di esprimere i pareri pastorali è stato temperato, passando da "discutibile" a "futile" e osservando che «Il film è improntato a toni beffardi e burleschi [...] ma non raggiunge toni dissacratori, irriverenti o blasfemi».
In un'intervista all'epoca del dissequestro, Arbore commentò divertito che sarebbe diventato costosissimo realizzare il film, allora girato a costo quasi zero, data la successiva carriera degli attori.
Nel 2010 il portavoce dell'Opus Dei Pippo Corigliano riabilita il film a 30 anni di distanza definendolo «film apostolico in stile cristiano».
Dovettero trascorre più di trent'anni per la messa in onda TV, su Rai Movie nel 2012.

## Citazioni
L'intera pellicola è intrisa di citazioni più o meno dirette al mondo del cinema, della musica, della letteratura, della politica e dello sport.

### Cinema

Isabella Rossellini in una scena del film

Due noti film vengono richiamati direttamente con due scritte in sovraimpressione: Io ti salverò (1945) di Alfred Hitchcock e il già citato Prova d'orchestra di Fellini. Altri riferimenti sono ai fratelli Marx (coi quali il Cristo Giudice confonde Karl Marx, nel Giudizio Universale raccontato da Benigni) nonché a Charlie Chaplin e Gregory Peck, i cui sosia appaiono durante i provini.
La performance di Benigni nella stanza del papa e alla finestra ricorda quella dello stesso Chaplin ne Il grande dittatore. Vengono inoltre citati, nella scena al ristorante, Franco Zeffirelli e la rock opera Jesus Christ Superstar.
Nel film il regista statunitense Martin Scorsese, all'epoca sposato con Isabella Rossellini interpreta se stesso. Vi compare anche Mariangela Melato, allora compagna di Arbore, nel ruolo di una provinanda che lo stesso Arbore scarta, a suo dire, per la presenza sciatta e perché figlia di un certo "Iorio" e quindi "raccomandata", quando in realtà l'attrice ha appena recitato un brano tratto da La figlia di Iorio di Gabriele D'Annunzio.

### Musica
Nel film viene più volte citato Elvis Presley: nella scena iniziale del film, Arbore indossa una t-shirt di Elvis, sfoglia una rivista sulla cui copertina c'è il viso del cantante e cita Love Me Tender mentre in sottofondo suona Are You Lonesome Tonight? Presley viene inoltre menzionato durante la telefonata con Benigni, su una spilla indossata da Arbore al ristorante, su un suo poster vicino alla piscina, e verso la fine del film, quando Arbore canta a Benigni Are You Lonesome Tonight? vestito da Elvis. In coppia con Presley viene quasi sempre citato Bobby Solo con le sue canzoni Gelosia e Zingara. Peppino Di Capri, Nicola Di Bari, Julio Iglesias (imitato da Gigi Sabani), Claudio Villa, Amanda Lear, Mina (E se domani), Lucio Battisti (Ancora tu) e Caterina Caselli (Nessuno mi può giudicare) sono gli altri cantanti che il film richiama.
Vi è inoltre una versione della canzone Azzurro, eseguita dal fantomatico coro a bocca chiusa "Città di Napoli" con Lorenzo Spadoni come solista.
Nel film si alternano brevi stacchetti musicali ad opera di quattro afroamericani vestiti in stile anni venti che cantano in napoletano sul tema del brano country Sixteen Tons. Verso ricorrente è "nuje simme 'o coro, 'o coro d'o film" ("noi siamo il coro, il coro del film"). La voce predominante è quella dello stesso Arbore.

### Letteratura
Alcuni richiami diretti alla letteratura sono quelli alla Divina Commedia, a I tre moschettieri (cardinale Richelieu) e a Gabriele D'Annunzio (La figlia di Iorio). La presenza del "coro del film", che a intervalli regolari riassume in musica la trama in corso, ricalca la struttura della tragedia classica, alla quale si ispira anche il deus ex machina nel finale.

### Politica
Varie le allusioni al mondo politico italiano dell'epoca. L'ultima cena avviene al ristorante "da Bettino" — il cui proprietario è molto somigliante a Bettino Craxi — sulle note de L'Internazionale. Sulla scrivania di Benigni c'è una copia de il manifesto, noto quotidiano comunista, e la foto di Antonio Gramsci (raffigurato anche in un poster a casa di Benigni), vicino a quella di Bobby Solo. Nella Cappella Sistina Benigni fa una personale rivisitazione del Giudizio universale, parlando di Karl Marx e dipingendo un pugno chiuso al Cristo; durante la confessione con Richelieu nella quale "tradisce" Arbore, Benigni cita Craxi e i radicali. Mentre il papa è in giardino a prendere lezioni di italiano, viene chiamato per un'udienza con Giulio Andreotti. Alla fine del film, la trasmissione realizzata da Arbore comincia al suono de Il Canto dei lavoratori in adattamento cattolico e lo stesso Arbore lancerà lo slogan "Fedeli di tutto il mondo, unitevi!" con chiaro riferimento al Manifesto del Partito Comunista del citato Marx e Friedrich Engels. Tra il pubblico, un personaggio con occhiali e pipa interpreta l'allora presidente della repubblica Sandro Pertini, già citato da Benigni nella telefonata con Arbore.

### Passione di Cristo
Sono ricorrenti i riferimenti al Vangelo (come nella "annunciazione" che padre Gabriele fa ad Arbore all'inizio del film) e in particolare alla Passione di Cristo, ad esempio nella scena dell'Ultima Cena in cui i protagonisti del film si dispongono come nel dipinto di Leonardo da Vinci e in cui Matteo Salvatore interpreta un cantante ambulante il quale si presenta come «Gallo» ed Arbore, dopo averlo gentilmente allontanato, dice: «prima che questo Gallo canti tre volte, qualcuno mi tradirà», con riferimento alla profezia di Gesù a Pietro. In un'altra scena Arbore, vagando per i Giardini Vaticani, si imbatte in un gruppo di jazzisti i quali si autodefiniscono i Jazzemani, "maniaci del Jazz", impegnati a suonare senza sosta nel loro orto, appunto "L'Orto dei Jazzemani" (riferimento all'orto del Getsemani). I trenta gettoni telefonici che il "cardinale Richelieu" dà a Benigni per "tradire" Arbore alludono ai trenta denari per i quali Giuda Iscariota tradisce Cristo. Lo stesso Benigni bacia Arbore sulla guancia poco prima di "tradirlo", come Giuda nel Getsemani secondo il racconto evangelico.

### Sport
Vari i riferimenti allo sport nel corso del film: all'inizio il papa appare allenarsi su vari attrezzi da palestra e con due palloni; la statua di San Simeone lo stilita è vestita con abiti che richiamano chiaramente i colori della Sampdoria; la squadra di calcio genovese verrà successivamente citata da Benigni durante il suo monologo sul Giudizio universale, nel quale egli menziona anche il ciclista Eddy Merckx (anch'egli oggetto di confusione con Karl Marx da parte di Gesù) e la squadra di calcio ferrarese della Spal. Durante la telefonata di Arbore a Benigni dove lo informa di essere stato invitato in Vaticano, Benigni indossa un cappello della WIP, famosa fabbrica di racchette da tennis che realizzava telai per Adriano Panatta.

## Il resto del Pap'occhio
Il resto del Pap'occhio è una pellicola di 55 minuti che racchiude tutte le battute, i monologhi e le gag tagliate per motivi di durata dal film precedente. Rispetto al film originale, gli unici attori ad apparire nelle scene extra sono Roberto Benigni, Mario Marenco, Renzo Arbore, Isabella Rossellini e le Sorelle Bandiera; in più vi sono vari altri artisti ospiti, come Gino Ventura.